# Copa Uli Hoeneß de 2013
La Copa Uli Hoeneß fue un torneo amistoso de pretemporada que enfrentó a dos equipos, y fue jugado en la Allianz Arena en Múnich, Alemania. La competición enfrenta al equipo local y también campeón de la Liga de Campeones de la UEFA 2012-13 Bayern Munich y el campeón de la Primera División de España 2012/13; el FC Barcelona. El juego fue la primera vez que el nuevo Director Técnico del Bayern Munich  Pep Guardiola enfrente a su antiguo equipo Barcelona y fue el regalo tardío del 60 cumpleaños del presidente del club Bayern Munich Uli Hoeneß. El total de las recaudaciones fue donado con propósitos sociales.

## Equipos participantes
- FC Bayern Munich (Alemania)
- FC Barcelona (España)

## Partido
| 24 de julio de 2013 20:30 CEST | Bayern Munich            | 2:0 (1:0) | Barcelona | Allianz Arena, Múnich (Alemania)                       |                                                        |
|                                | Lahm 14' · Mandžukić 87' | Reporte   |           | Asistencia: 70000 espectadores Árbitro(s): Félix Brych | Asistencia: 70000 espectadores Árbitro(s): Félix Brych |